# Podziemnica południowa
Podziemnica południowa (Lasius meridionalis) - gatunek mrówek z podrodziny Formicinae. Występuje pospolicie w Europie i Japonii.

## Charakterystyka
Mrówka zamieszkuje tereny suche i piaszczyste. Rzadko wychodzą ponad powierzchnię. Żywią się korzeniami, małymi owadami oraz mszycą.